# Бертрам, Элли
Элли Бертрам (англ. Allie Bertram; род. 1989, Калгари, Альберта, Канада) — канадская актриса и танцовщица, известная по роли Ким в фильме «Бунтарка» и Мимми в сериале «Тайны острова Мако».

## Биография
Элли Бертрам родилась в 1989 году в Калгари, где окончила пограничное училище для спортсменов. Также, Элли училась в Международной школе балета, где она выиграла премию «Solo Seal 2007». Она также выиграла бронзовую медаль в конкурсе «Genee» Международного балета. Во время учёбы в пограничном училище, у Элли была возможность подняться на гору Килиманджаро в Африке. По достижении вершины Элли надевала пуанты и практиковала различные балетные позы. В Калгари Элли участвовала в танцевальном шоу «So You Think You Can Dance Canada», где заняла почётное второе место. В сентябре 2010 года Элли Бертрам переехала из Калгари в Ванкувер, для того чтобы реализовать новые возможности, как танцовщица и актриса.

## Личная жизнь
С 2017 года замужем за канадским хоккеистом Эндрю Коглиано, с которым встречалась 7 лет до свадьбы.
У супругов есть две дочери:
Лотти Филомина Коглиано (род. 17.02.2019) и Олив Беа Коглиано (род.08.01.2021).

## Фильмография
| Год       |    | Русское название             | Оригинальное название          | Роль             |
| --------- | -- | ---------------------------- | ------------------------------ | ---------------- |
| 2009      | с  | Быть Эрикой                  | Being Erica                    | Cabin Girl #4    |
| 2010      | с  | Сверхъестественное           | Supernatural                   | Девушка в машине |
| 2010      | с  | Тайны Смолвиля               | Smallville                     | Зои              |
| 2011      | ф  | Запрещённый приём            | Sucker Punch                   | Танцовщица       |
| 2012      | с  | Р. Л. Стайн: Время призраков | R.L. Stine's The Haunting Hour | Луна             |
| 2012      | тф | Проект «Беременность»        | The Pregnancy Project          | Кимми            |
| 2012      | с  | Мистер Ди                    | Mr. D                          | Элли             |
| 2012      | тф | Бунтарка                     | Radio Rebel                    | Ким              |
| 2012      | ф  | Дубликаты                    | In Their Skin                  | Бриджит          |
| 2012      | тф |                              | Holiday Spin                   | Пиа              |
| 2012      | с  | Грань                        | Fringe                         | Пикси            |
| 2013      | с  | Мотив                        | Motive                         | Кристал          |
| 2013      | ф  |                              | Leap 4 Your Life               | Хилари           |
| 2013—2014 | с  | Ясновидец                    | Psych                          | Хелен            |
| 2015—2016 | с  | Тайны острова Мако           | Mako Mermaids                  | Мимми            |
| 2015      | тф |                              | Mother of All Lies             | Коринн           |